# 克利尼內
49°35′45″N 26°25′1″E / 49.59583°N 26.41694°E
克利尼內（羅馬化：Klynyny）是位於烏克蘭西部的村莊，由赫梅利尼茨基州裡赫梅利尼茨基區的沃洛奇斯克市鎮負責管轄。該村處於赫拉巴爾卡河畔，面積2.5平方公里，海拔高度314米，2001年人口712。